# Тофт, Мэри
Мэри Тофт (в девичестве Денайер, в некоторых источниках — Тофтс; ок. 1701–1763) — англичанка из Годалминга (графство Суррей), ставшая центральной фигурой громких споров в 1726 году. Введя в заблуждение врачей, Тофт убедила их в том, что произвела на свет кроликов.
В 1726 году Тофт зачала ребёнка, однако её беременность завершилась выкидышем. Заявив о рождении фрагментов животных, Тофт заинтересовала местного хирурга Джона Ховарда, который стал расследовать данный случай. Принимая роды, Ховард обнаружил не младенца, но части животных организмов, о чём он сообщил ряду известных докторов. Они, в свою очередь, обратились к Натаниэлю Сент-Андре, придворному хирургу короля Георга I. Исследовав имевшиеся свидетельства, Сент-Андре решил, что случай Тофт не был сфальсифицирован. Скептически к его выводами отнёсся Кириак Алерс — другой хирург, посланный королём к Тофт. Уже приобретя определённую известность, Тофт была привезена в Лондон, где её тщательно измерили и поместили под непрерывное наблюдение. Когда же выяснилось, что она более не может родить кролика, женщина созналась в обмане, за что подверглась аресту по обвинению в мошенничестве.
Последовавшая волна насмешек посеяла панику в медицинской среде и стоила карьеры ряду крупных хирургов. Случай Тофт неоднократно обыгрывался в сатире, в частности, в творчестве Уильяма Хогарта, известного своей критикой свойственной врачам доверчивости. Тофт же в итоге была освобождена без предъявления обвинений и отпущена домой.

## Огласка
История Тофт впервые привлекла внимание общественности на исходе октября 1726 года, когда слухи о деле достигли Лондона. В частности, 19 ноября соответствующая заметка появилась в издании Mist's Weekly Journal:
Из Гилдфорда приходит странная, но хорошо проверенная новость. О том, что бедная женщина из Годалмина [sic], живущая около города, примерно месяц назад разрешилась при господине Джоне Ховарде, выдающемся хирурге и акушере, существом, напоминающем кролика, но с сердцем и лёгкими, произрастающими вне туловища, через 14 дней её роды — на этот раз полноценного кролика — принял тот же человек: и спустя несколько дней родились ещё 4; и в пятницу, субботу, воскресенье, четвёртое, пятое и шестое текущего месяца, рождалось по одному каждый день: всего девять, все умерли при появлении на свет. Женщина дала клятву в том, что два месяца назад, работая в поле с другими женщинами, они вспугнули кролика, после чего побежали за ним, убегающим, но напрасно: это возбудило в ней такое стремление, что она (будучи с ребёнком) заболела и претерпела выкидыш, и с тех пор она не могла перестать думать о кроликах. Наконец, люди сильно расходятся во мнениях по этому делу, некоторые смотрят на обстоятельства с большим любопытством, считая уместным представление их королевскому обществу и т. д., другие разгневаны этой историей и утверждают, что если всё это есть факт, то он должен находиться под завесой тайны как образец несовершенства человеческой природы.
Weekly Journal, 19 ноября 1726 года
«Бедной женщине», Мэри Тофт, было тогда 24 или 25 лет. Дочь Джона и Джейн Денайеров приняла крещение под именем Мэри Денайер 21 февраля 1703 года. В 1720 году она вышла замуж за Джошуа Тофта, подмастерья портного; у пары было трое детей: Мэри, Энн и Джеймс. В соответствии с укладом жизни XVIII века, Тофт, вновь забеременевшая в 1726 году, продолжала работать на полях. В начале беременности она жаловалась на болезненные ощущения, мешавшие работе, и в августе её организм якобы выделил несколько кусков плоти. Один из них был сопоставим по размеру с рукой Тофт. Предполагается, что это могло стать результатом патологии в развитии плаценты, повлекшей прекращение роста эмбриона и выброс сгустков крови и плоти. Роды состоялись 27 сентября. В них принял участие сосед семейства, который затем показал выброшенную плоть матери и свекрови Мэри, Энн. Последняя, будучи акушеркой, продемонстрировала плоть Джону Ховарду, акушеру из Гилдфорда с тридцатилетним стажем.
Изначально Ховард отверг мысль о возможной принадлежности плоти организму животного, однако на следующий день он отменил запланированную практику и решил навестить Тофт. Вначале он ознакомился с продуктом родов, после чего осмотрел Мэри, не обнаружив ничего необычного. Когда же ситуация с выбросом повторилась, Ховард вернулся к Тофтам и возобновил изучение проблемы. Согласно записям от 9 ноября того года, в течение следующих нескольких дней Тофт выбросила «три лапы кота полосатой расцветки и одну лапу кролика: внутренности были кошачьими, и в них находились три части позвоночника угря… Задние лапы кота, возможно, возникли в её воображении из-за её любимого кота, который спал с ней в кровати по ночам». Состояние Тофт, по-видимому, вновь ухудшилось, и на протяжении следующих суток она выделила ещё несколько фрагментов кролика.
С течением времени история приобретала известность, и 4 ноября Генри Дэвенант, находившийся при дворе короля Георга I, прибыл в Суррей чтобы лично удостовериться в произошедших событиях. Он изучил образцы тканей, предоставленные ему Ховардом, а затем, по-видимому убеждённый в подлинности случая, вернулся в Лондон. Ховард направил Тофт в Гилдфорд, где обещал принять роды кролика на глазах у любого, кто ставил под сомнение историю женщины. Некоторые из писем, что Ховард посылал Дэвенанту для уведомления его о ходе дел, оказались в расположении Натаниэля Сент-Андре, швейцарского хирурга, который с 1723 года служил при королевском доме. Впоследствии Сент-Андре подробно изложил содержание одного из этих писем в своём памфлете «Краткий рассказ о необычайном рождении кроликов» (1727):
СЭР,
С той поры, как я писал вам, я принял ещё троих из тех кроликов, всех полурослых, один из них имеет серовато-коричневый окрас; последний скакал двадцать три часа в утробе, прежде чем умер. Как только одиннадцатый кролик был извлечён, запрыгал двенадцатый кролик, который скачет и сейчас. Если вам знаком любопытный человек, желающий прибыть, он может увидеть скачки в её утробе и принять роды, если пожелает; что будет полным удовлетворением для любопытного: если бы у неё был ребёнок, её бы оставалось ещё лишь десять дней, посему я не знаю, сколько кроликов может быть после; я привёз женщину в Гилдфорд для пущего удобства.
Я есть, СЭР, Ваш скромный слуга,

ДЖОН ХОВАРД

## Расследование
К середине ноября королевская фамилия настолько заинтересовалась случаем Тофт, что направила Сент-Андре и Сэмюэла Молиньё, секретаря принца Уэльского расследовать дело. Судя по всему, представители короля не остались разочарованы: по прибытии в Гилдфорд 15 ноября они, сопровождаемые Ховардом, стали свидетелями произведения на свет кроличьего туловища. Записи Сент-Андре подробно описывают результаты, полученные им при изучении кролика. Чтобы проверить, дышало ли существо воздухом, он поместил часть его лёгкого в воду — плоть всплыла. Затем Сент-Андре провёл обследование Тофт, заключив, что кролики разводились в её фаллопиевых трубах. Позже в тот же день, в момент отсутствия докторов, она вновь выбросила туловище кролика, которое было изучено обоими специалистами. Они вновь заглянули к Тофт вечером — она вновь испытывала тяжёлые схватки. Женщина снова подверглась медицинскому обследованию, после чего Сент-Андре принял «роды» частей кроличьей шкуры, а ещё через несколько минут — кроличьей головы. Врачи изучили полученный материал, отметив при этом схожесть некоторых частей плоти с органами кота.
Поражённый король направил вслед за Сент-Андре хирурга Кириака Алерса. Он приехал в Гилдфорд 20 ноября и, осмотрев пациентку, не обнаружил у неё ни единого признака беременности. Возможно, он заподозрил Тофт в мошенничестве ещё тогда, так как она держала колени и бёдра плотно прижатыми, словно препятствуя выпадению некоего объекта. Сомнительным Алерсу показалось и поведение Ховарда, запретившего королевскому хирургу содействовать принятию родов. При этом в одной из предшествующих процедур Алерс, не имевший должного акушерского опыта, причинил Тофт сильную боль. Убедившись в постановочном характере патологии, Алерс заявил, что якобы поверил в подлинность дела. Затем он, извинившись, выехал в Лондон, забрав с собой образцы кроличьей плоти. Алерс тщательно изучил улики и выяснил, что плоть подвергалась ручной обработке. В помёте он обнаружил элементы соломы и зёрен.
21 ноября Алерс доложил о своих находках королю, а затем и некоторым другим высокопоставленным особам. На следующий день Ховард направил Алерсу письмо, в котором просил о возвращении образцов плоти. Подозрения Алерса беспокоили как Ховарда и Сент-Андре, так и, вероятно, короля, который два дня спустя командировал Сент-Андре с коллегой в Гилдфорд. По прибытии их встретил Ховард, оповестивший докторов о двух якобы новорождённых кроликах. Она также выбросила несколько фрагментов, идентифицированных как части плаценты. Затем её состояние ухудшилось; она жаловалась на непрерывную боль в правой стороне живота. Желая предупредить действия Алерса, Сент-Андре собрал письменные показания ряда свидетелей, что, в свою очередь, могло поставить честность Алерса под сомнение. 26 ноября Сент-Андре провёл для короля анатомическую демонстрацию, которая подтверждала историю Тофт. Согласно его записям, ни он, ни Молиньё не догадывались о возможном мошенничестве женщины.
Король снова направил Сент-Андре в Гилдфорд, желая привезти Тофт в Лондон и продолжить исследования. Доктора сопровождал известный акушер Ричард Маннингем, второй сын епископа чичестерского Томаса Маннингема, и рыцарь с 1721 года. Он изучил Тофт и установил, что правая часть её живота немного увеличена. Кроме того, Маннингем принял у Тофт объект, который он распознал как мочевой пузырь борова, вызвав тем самым несогласие Сент-Андре и Ховарда. Примечательно, что объект вызвал у Маннингема подозрения, поскольку он испускал запах мочи. Все участники процесса договорились сохранять произошедшее в секрете, и уже 29 ноября Тофт обосновалась в банях Лейси на Лестерских полях.

## Экспертиза

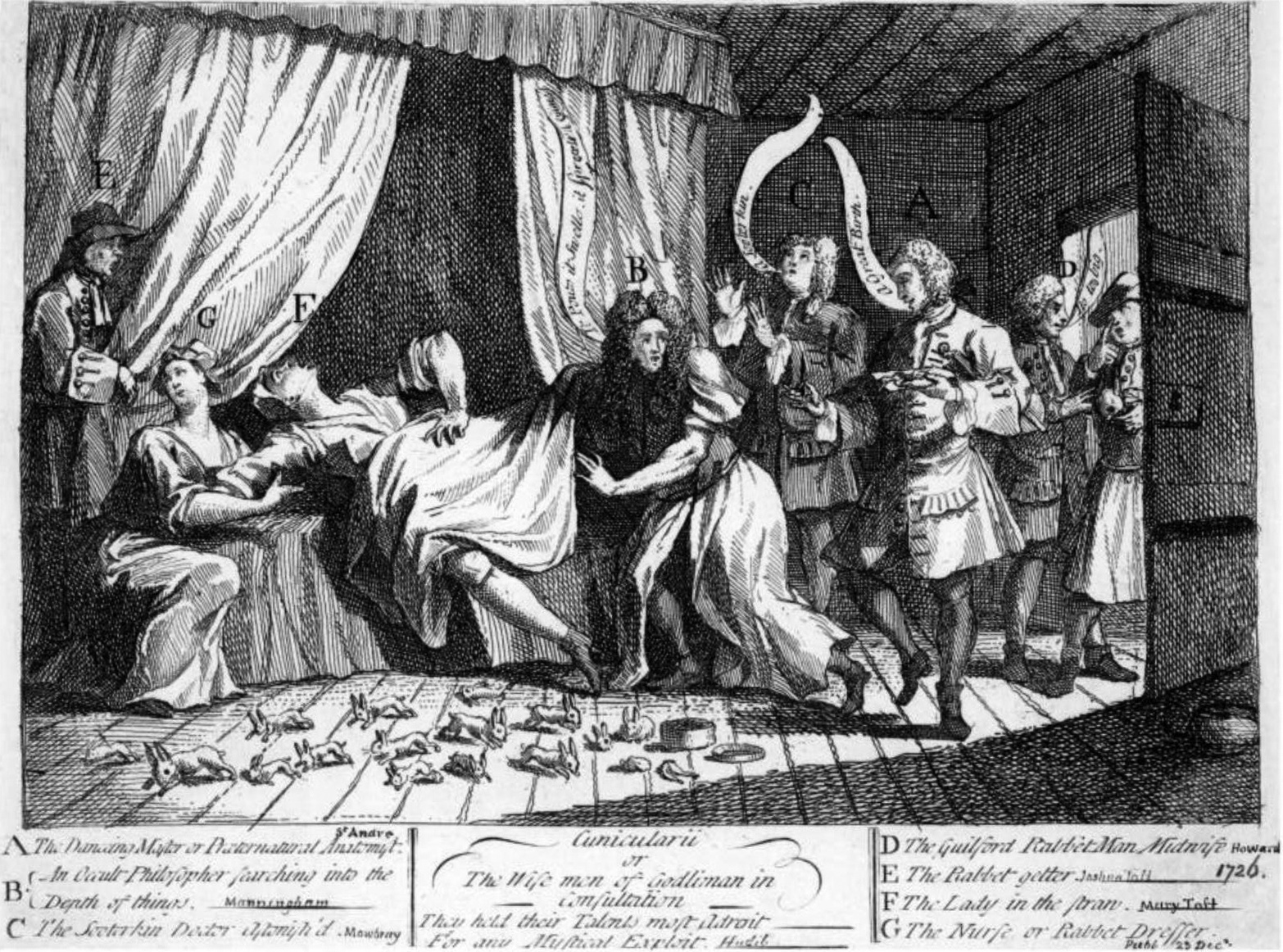
«Кролики, или совещание годлиманских мудрецов» Уильяма Хогарта (1726). Сент-Андре описал Тофт (F) как имеющую здоровое сильное сложение, небольшой размер и светлый цвет лица, однако весьма глупую — не умеющую читать и писать — и угрюмого характера. Её муж (E) — бедный портной из Годлимана, ставший отцом трёх детей Мэри

Опубликованная на заре газетной эпохи история вскоре стала национальной сенсацией. Часть изданий воспринимала случай скептически, а Norwich Gazette и вовсе назвала рассказ женской сплетней. Несмотря на подозрительность истории, многие врачи хотели лично увидеть пациентку. Впоследствии политический обозреватель Джон Херви в письме своему другу Генри Фоксу писал:
Всякое существо в городе, и мужчина, и женщина, уже повидалось с ней и осязало её: непрерывные волнения, шумы и урчания в её животе являют собой нечто удивительной; все известные врачи, хирурги и акушеры в Лондоне находятся у неё днём и ночью чтобы увидеть её новые роды.
Джон Херви, 2-й барон Херви

Под строгим контролем Сент-Андре женщину осмотрели несколько крупных врачей и хирургов, среди которых был и Джон Мобрей. В книге «Женский врач» (англ. The Female Physician) Мобрей выдвинул предположение о том, что женщины могут рожать некое существо, названное им «Сутеркин». Мобрей был сторонником существовавшей в то время теории материнского отпечатка, согласно которой зачатие и беременность могли подвергаться влиянию мыслей или воспоминаний матери. Предполагалось, что тесное взаимодействие будущих матерей с домашними животными может сделать их детей похожими на скот. Сообщалось, что Мобрей был счастлив увидеться с Тофт, случай которой подтверждал его взгляды. Другой же известный врач Джеймс Дуглас, как и Маннингем, считал происходившее мошенничеством и, несмотря на неоднократное приглашение Сент-Андре, отстранился от процесса. Дуглас был одним из наиболее уважаемых анатомов страны и известным акушером, в то время как статус Сент-Андре часто ассоциировали с его умением говорить на немецком — родном языке короля. Понимая это, Сент-Андре отчаянно добивался присутствия Дугласа и Маннингема: после восхождения Георга I на трон в политике страны стали доминировать виги, с которыми были связаны оба доктора. Их участие могло укрепить положение Сент-Андре как врача и как философа. Наконец Дуглас, считавший рождение кролика женщиной равновероятным рождению младенца крольчихой, всё же приехал осмотреть Тофт. Впрочем, после осмотра и сообщения Маннингема о мочевом пузыре Дуглас отказал Сент-Андре в дальнейшем участии:
Чтобы установить [диагноз] к удовлетворению и убеждению всевозможных людей, необходимы иные доводы, нежели те, которые может предоставить анатомия или любая другая ветвь медицины. Большинство из них — не судьи. Поэтому для меня, несомненно, было естественным желать, чтобы люди ненадолго перестали выносить любые последующие суждения до тех пор, пока не будут приведены доказательства обмана, так как они востребованы.
Джеймс Дуглас
Находясь под постоянным наблюдением, Тофт несколько раз испытывала тщетные родовые муки.

## Признание
Мошенничество было раскрыто 4 декабря. Томас Онслоу, 2-й барон Онслоу начал собственное расследование случая, в ходе которого выяснил, что на протяжении последнего месяца муж Тофт Джошуа закупал молодых кроликов. Убеждённый в достаточности улик, он написал доктору сэру Гансу Слоану, заявив, что дело «почти встревожило Англию», и что вскоре он опубликует свои сведения. В тот же день Томас Ховард, носильщик из бань, сознался мировому судье сэру Томасу Кларджесу, в том, что он был подкуплен. Невестка Тофт Маргарет заплатила Ховарду, чтобы тот спрятал кролика в комнате Мэри. В ходе допроса после ареста Тофт отвергла обвинения, а Маргарет, допрашиваемая Дугласом, утверждала, что она приобрела кролика только лишь для употребления в пищу.
Маннингем осмотрел Тофт и, как ему показалось, обнаружил что-то в полости её утробы, после чего убедил Кларджеса оставить пациентку в банях. Дуглас, навещавший Тофт, опросил её трижды или четырежды; каждый из разговоров продолжался несколько часов. Спустя несколько дней Маннингем пригрозил женщине болезненной операцией, и 7 декабря в присутствии Маннингема, Дугласа, герцога Джона Монтегю и барона Фредерика Калверта Тофт наконец созналась в обмане. После выкидыша, в то время как её шейка матки ещё позволяла проникнуть глубже, сообщник поместил в её чрево когти и тело кота, а также голову кролика. Они придумали историю о том, что во время работы женщина была напугана кроликом, а затем стала думать лишь о них. В дальнейшем части тел животных помещались в её влагалище.
Маннингем и Дуглас продолжали давление на Тофт, в результате которого она открыла новые подробности 8 и 9 декабря. После этого она была направлена в тюрьму «Тотилл Филдс Брайдвелл» и обвинена по статуту Эдуарда III как «гнусный обманщик и самозванец». В более ранних, неопубликованных признаниях она возлагала всю ответственность на ряд лиц, в числе которых были её свекровь и Джон Ховард. Тофт также утверждала, что некая путешественница рассказала ей о технологии помещения кроликов в тело и о том, как подобное действие навсегда избавит её от нужды. Издание British Journal сообщало, что 7 января 1727 года Тофт предстала перед судом квартальных заседаний в Вестминстере, будучи обвинённой как «отвратительная обманщица и самозванка, якобы совершившая несколько чудовищных родов». Маргарет Тофт проявила стойкость и отказалась от дальнейших заявлений. Mist's Weekly Journal от 1726 года сообщил: «[она] была проверена как и близкие ей люди, но либо [её] держали в неведении относительно обмана, либо [она] не желала раскрыть то, что ей известно; ибо ничто не может быть от неё получено; так, её решимость потрясла других».

## Последствия
После случая Тофт на какое-то время доверчивость некоторых врачей стала объектом насмешек в обществе. В 1726 году Уильям Хогарт опубликовал шарж «Кролики, или совещание годлиманских мудрецов» (англ. Cunicularii, or The Wise Men of Godliman in Consultation), на котором испытывающая муки Тофт (F) изображена в окружении ключевых героев истории, в частности, её мужа (E), Сент-Андре (A) и Ховарда (D). В труде Three Characters in Hogarth's Cunicularii and Some Implications Деннис Тодд заключает, что фигура G, вероятно, принадлежит невестке Тофт — Маргарет. Несмотря на заявления Мэри о невиновности невестки, Маннингем в том же году выпускает дневник, где приводит обличительные для Маргарет показания свидетеля. В 1727 году вышли плакаты Джорджа Вертью «Суррейское чудо» англ. The Surrey-Wonder и «Доктора за работой, или нервотрёпка в Гилдфорде». Центральной фигурой в этой популярной сатире Вертью стал Сент-Андре.
Действительно, Сент-Андре несколько запаздывал с реакцией на события. 3 декабря он представил свой «Короткий рассказ о необычайном рождении кроликов» (англ. A Short Narrative of an Extraordinary Delivery of Rabbets), поставив на кон профессиональную репутацию. Несмотря на то, что данная публикация представляла собой сводку эмпирических наблюдений, тем самым отличаясь от предшествующих сюрреалистических рассказов, работа в конечном итоге была высмеяна. Оправданный скептицизм Алерса был отражён в «Некоторых наблюдениях о годлиманской женщине из Суррея», где он приводит примечательные детали и высказывает подозрения о причастности к делу Сент-Андре и Ховарда.
Сент-Андре отрёкся от своего мнения 9 декабря 1726 года. В 1729 году, через некоторое время после смерти парламентария Сэмуэла Молиньё, он женился на его вдове Элизабет. Тем не менее, этот поступок не впечатлил людей его круга, а двоюродный брат политика обвинил Сент-Андре в его смерти. В ответ на это врач подал иск о распространении порочащих сведений, однако карьера как самого Сент-Андре, так и его супруги были испорчены навсегда. Элизабет утратила право посещения королевы Каролины, её муж же был публично унижен в суде. Продолжая жить на доходы от внушительного состояния Элизабет, они переехали в деревню, где в 1776 году 96-летний Сент-Андре встретил свою смерть. 12 декабря Маннингем, отчаянно пытавшийся оправдать себя, выпустил дневник с наблюдениями Тофт и записями о её признании. Там он предположил, что Тофт сумела ввести Дугласа в заблуждение, и последний, опасаясь за репутацию, также опубликовал свои записи. В 1727 году Дуглас под псевдонимом «Любитель правды и учения» (англ. Lover of Truth and Learning) представил публикацию «Расчленённый сутеркин» (англ. The Sooterkin Dissected). Адресуя сообщение Мобрею, Дуглас едко раскритиковал его теорию сутеркина, назвав её «не более чем вымыслом твоего [Мобрея] мозга». Представление обо всём врачебном сообществе было подорвано настолько, что некоторые доктора, не связанные с делом Тофт, были вынуждены официально заявить, что не верят в эту историю. 7 января 1727 года Джон Ховард и Тофт предстали перед судом, где Ховард был приговорён к штрафу в £800 (около £104 тысяч в ценах 2015 года). Он вернулся в Суррей и возобновил практику, уйдя из жизни в 1755 году.
По некоторым сведениям, толпы интересующихся делом горожан окружали «Тотилл Филдс Брайдвелл» несколько месяцев, надеясь увидеть его виновницу. К тому времени она была заметно больна, и в период её тюремного заключения к ней явился Джон Лагерр, написавший портрет Тофт. Наконец, 8 апреля 1727 года она была освобождена, поскольку содеянное не позволяло сформулировать против неё точное обвинение. Семейству Тофт не удалось заработать на этом деле, а сама героиня вернулась в Суррей. В феврале 1727 года она родила дочь, снова появившись в центре внимания в 1740 году, когда её заключили в тюрьму за получение краденых вещей. В 1763 году стало известно о смерти Тофт.

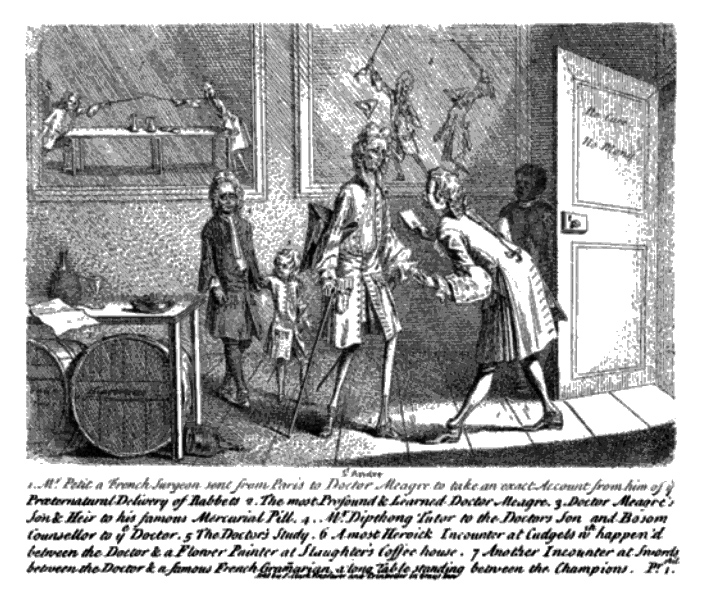
Сатирическая зарисовка Сент-Андре, принимающего французского посетителя. Судя по всему, после скандала Сент-Андре воздерживался от употребления крольчатины

Оппоненты Роберта Уолпола часто упоминали дело как символ жадности, разложения и лживости того времени. Некий писатель в письме к приближённой к принцу Уэльскому особе предполагал, что история Тофт была предзнаменованием скорой смерти отца принца. 7 января 1727 года Mist's Weekly Journal выпустил сатирический очерк о случае, где присутствовали аллюзии на политическую жизнь страны, а афера Тофт сравнивалась с событиями 1641 года, когда парламент восстал против короля Карла I. Скандал вокруг Тофт на протяжении месяцев вдохновлял литераторов с Граб-стрит — прибежища бедных и молодых писателей, поэтов, маргинальных журналистов и неудачливых издателей; они издавали памфлеты, пасквили, плакаты и баллады. Такие публикации, как «Выкидыш Сент-Андре» (1727) и «Расчленённый анатом: или акушер наконец-то в постели» (1727) презрительно отзывались об объективности акушеров. Критики работавших с Тофт специалистов ставили под сомнение их честность и высмеивали их деятельность посредством непристойных каламбуров. Наконец, дело Тофт заставило некоторых усомниться в «просвещённости» Англии — Вольтер в своём эссе «Странности природы» (фр. Singularités de la nature) привёл случай как доказательство влияния невежественного духовенства на англичан-протестантов.
Не избежала гнева сатириков и Тофт — их выпады по большей части касались сексуального подтекста истории. Одним из острейших подобных произведений стало «Много шума из ничего, или Простое опровержение всего, что было написано о женщине-крольчихе из Годалминга» (1727). Этот текст является признанием некой Мерри Тафт в «её собственном стиле и орфографии». Автор высмеивает неграмотность Тофт, параллельно делая непристойные догадки о её беспорядочной половой жизни. В инвективе высмеяны и некоторые причастные к делу врачи, причём в итоге именно они объявляются главными нарушителями порядка. И в этом тексте, и в других подобных произведениях Тофт, несмотря на очевидную сатиричность её образа, представляется как слабая женщина, которая, несмотря на вину, всё же не является главной виновницей произошедших событий. Впрочем, этот взгляд отличается от тех, которые высказывались до раскрытия обмана. Возможно, «ослабление» Тофт связано с намерением полностью лишить её всякой значимости. Именно такое мнение предложено в анонимной балладе Александра Поупа и Уильяма Палтени «Открытие, или сквайр, ставший хорьком» (англ. The Discovery; or, The Squire Turn'd Ferret). Баллада, посвящённая Сэмуэлу Молиньё, увидела свет в 1726 году.

## Комментарии
1. ↑  англ. From Guildford comes a strange but well-attested Piece of News.  That a poor Woman who lives at Godalmin [sic], near that Town, was about a Month past delivered by Mr John Howard, an Eminent Surgeon and Man-Midwife, of a creature resembling a Rabbit but whose Heart and Lungs grew without [outside] its Belly, about 14 Days since she was delivered by the same Person, of a perfect Rabbit: and in a few Days after of 4 more; and on Friday, Saturday, Sunday, the 4th, 5th, and 6th instant, of one in each day: in all nine, they died all in bringing into the World.  The woman hath made Oath, that two Months ago, being working in a Field with other Women, they put up a Rabbit, who running from them, they pursued it, but to no Purpose: This created in her such a Longing to it, that she (being with Child) was taken ill and miscarried, and from that Time she hath not been able to avoid thinking of Rabbits.  People after all, differ much in their Opinion about this Matter, some looking upon them as great Curiosities, fit to be presented to the Royal Society, etc. others are angry at the Account, and say, that if it be a Fact, a Veil should be drawn over it, as an Imperfection in human Nature.
2. ↑  англ. "three legs of a Cat of a Tabby Colour, and one leg of a Rabbet: the guts were as a Cat's and in them were three pieces of the Back-Bone of an Eel ... The cat's feet supposed were formed in her imagination from a cat she was fond of that slept on the bed at night."
3. ↑  англ. A short narrative of an extraordinary delivery of rabbets
4. ↑  англ. SIR,

Since I wrote to you, I have taken or deliver'd the poor Woman of three more Rabbets, all three half grown, one of them a dunn Rabbet; the last leap'd twenty three Hours in the Uterus before it dy'd.  As soon as the eleventh Rabbet was taken away, up leap'd the twelfth Rabbet, which is now leaping.  If you have any curious Person that is pleased to come Post, may see another leap in her Uterus, and shall take it from her if he pleases; which will be a great Satisfaction to the Curious: If she had been with Child, she has but ten Days more to go, so I do not know how many Rabbets may be behind; I have brought the Woman to Guildford for better Convenience.

I am, SIR, Your humble Servant,

JOHN HOWARD.
5. ↑  англ. Every creature in town, both men and women, have been to see and feel her: the perpetual emotions, noises and rumblings in her Belly are something prodigious; all the eminent physicians, surgeons and man-midwives in London are there Day and Night to watch her next production.
6. ↑  англ. To be able to determine, to the Satisfaction and Conviction of all sorts of Persons, other Arguments were necessary, than Anatomy, or any other Branch of Physick [sic], could furnish.  Of these the greatest Number are not Judges.  It was therefore undoubtedly very natural for me to desire that People would suspend any farther Judgement for a little Time, till such Proofs could be brought of the Imposture as they requir'd.
7. ↑  англ. "for being an abominable cheat and imposter in pretending to be delivered of several monstrous births"
8. ↑  англ. "the nurse has been examined as to the person's concerned with her, but either was kept in the dark as to the imposition, or is not willing to disclose what she knows; for nothing can be got from her; so that her resolution shocks others."
9. ↑  англ. An Exact Diary of what was observ'd during a Close Attendance upon Mary Toft, the pretended Rabbet-Breeder of Godalming in Surrey
10. ↑  англ. St. André's Miscarriage
11. ↑  англ. The anatomist dissected: or the man-midwife finely brought to bed
12. ↑  англ. Much Ado about Nothing; or, A Plain Refutation of All that Has Been Written or Said Concerning the Rabbit-Woman of Godalming
13. ↑  Игра слов: merry tuft можно перевести как «весёлый пучок» или «весёлый хохолок».
14. ↑  англ. ... in her own Stile and Spelling; слово stile написано с ошибкой, верно — style.